# Josef Fenneker
Josef Fenneker (* 6. Dezember 1895 in Bocholt; † 9. Januar 1956 in Frankfurt am Main) war ein deutscher Maler und Grafiker.

## Die frühen Jahre
Fenneker wurde 1895 als Sohn eines Kolonialwarenhändlers geboren. Über seine Kindheit und Jugend ist wenig bekannt. Man darf aber annehmen, dass der Bruder seiner Mutter, der Kirchenmaler und Architekt Anton Marx, ihm künstlerische Anregungen gab. 1917 verzog er aus Bocholt. Nach Studienaufenthalten in Münster, Düsseldorf und München ging Josef Fenneker nach Berlin, wo er zuletzt als Meisterschüler Emil Orliks die Klasse für graphische Kunst und Buchkunst an der Unterrichtsanstalt des Kunstgewerbemuseums Berlin besuchte. Emil Orlik war ein engagierter Lehrer, der Fenneker zumindest in seiner Frühzeit sehr beeinflusst haben dürfte.

## Leben und Werk
Am Anfang seiner Karriere widmete sich Fenneker zunächst der Gebrauchsgrafik und entwarf ab 1918 diverse Filmplakate für große Berliner Uraufführungskinos. Seine Arbeiten machten ihn schnell bekannt, so dass ihn der damalige Direktor des Filmtheaters Marmorhaus, Siegbert Goldschmidt, an sein Haus am Kurfürstendamm holte. Fenneker gestaltete hier bald eine enorme Anzahl von Plakaten und konnte mit 30 Jahren auf ein Gesamtwerk von über 250 Arbeiten zurückblicken. Seine zumeist großflächigen Lithografien, oftmals in einer Größe von 142 × 95 cm, galten als handwerklich perfekt. Für einige Filme schuf er bis zu vier eigenständige Bilder. Manchmal hingen für drei verschiedene Filme Plakate von ihm an den Litfaßsäulen. Eines seiner letzten Motive lieferte Josef Fenneker 1948 für den Defa-Spielfilm Affaire Blum über einen Justizskandal der zwanziger Jahre. Christian Schröder zitiert Fenneker 2018 im Tagesspiegel über seine Arbeitsweise: „Es gilt, die Idee des Films, seine Art und Atmosphäre so stark zu empfinden, damit es möglich wird, diese in einen Plakatentwurf zu übersetzen.“ „Kein Foto könne die ‚übersteigerte Dramatik‘ des Kinos wiedergeben, das vermöge nur die gezeichnete und gemalte Illustration. Allerdings sei es ein ‚Lotteriespiel‘, einen Entwurf durchzusetzen, denn die Filmgesellschaften gerieten regelmäßig in Panik, wenn ‚künstlerische Propaganda‘ gefordert werde“.
Neben seiner künstlerischen Domäne wirkte er entscheidend bei der Neuausstattung des Lunaparks in Berlin-Halensee mit. Daneben illustrierte er Zeitschriften, meistens künstlerisch orientierte, und es entstanden einige buchgraphische Arbeiten. 1928 bereitete er aber auch die Ausstattung der Revue „Schön und Schick“ vor – einer der letzten großen Revuen der 1920er-Jahre im Berliner Admiralspalast. 1932 nahm er ein Engagement am preußischen Staatstheater in Berlin an. Hier, wie später von 1938 bis 1944 am Schillertheater in Berlin, war er für die Ausstattung von Bühnenbildern zuständig. In der Spielzeit 1935/1936 wurde der nunmehr auch durch verschiedene Veröffentlichungen seiner Arbeit in ganz Deutschland bekannte Fenneker an die Duisburger Oper engagiert. Die städtische Kunstsammlung richtete hier eine Sonderausstellung für ihn ein, wo nicht nur seine Plakate und seine bühnenbildnerischen Arbeiten gezeigt wurden, sondern auch seine freien Arbeiten wie Gemälde und Zeichnungen. 1938 ging er nach Berlin zurück an das Schillertheater, wo sich im Laufe der Jahre die Zusammenarbeit mit Walter Felsenstein intensivierte.
Nach dem Krieg (1946) arbeitete Fenneker zunächst für die städtische Oper in Berlin. Seine anschließend erste Theaterarbeit außerhalb Berlins war die deutsche Erstaufführung der „Bettler-Oper“ an der Hamburgischen Staatsoper 1950. 1951 kam er mit der Verpflichtung an die königliche Oper Stockholms auch international wieder ins Gespräch. Daneben setzte er seine Arbeit in Berlin fort. 1953 erhielt er Aufträge aus Helsinki und Mailand sowie aus Frankfurt und München. Bis 1954 intensivierte sich seine Arbeit für die städtischen Bühnen in Frankfurt am Main, wo er als Leiter des Ausstattungswesens ein festes Engagement annahm. Auf der „Europäischen Theaterausstellung“ 1955 in Wien wurden Bühnenbildentwürfe und Figurinen von ihm gezeigt.
Am 9. Januar 1956 starb Josef Fenneker in Frankfurt am Main an Herzversagen. In den Nachrufen der regionalen und überregionalen Presse wurde er als einer der bedeutendsten und eigenwilligsten deutschen Bühnenbildner bezeichnet, die die 1920er- und 1930er-Jahre am Berliner Theater mitgestalteten. 1960 erwarb die Stadt Bocholt von der Witwe des Künstlers den Nachlass, der über 6700 Objekte umfasst. Ein Überblick über sein Werk ist im Bocholter Stadtmuseum zu sehen.

## Stilbeschreibung
„Durch übertriebene Gestik und Mimik sowie groteske Verzerrungen der Figuren, irreale Umgebung, extreme Lichtführung und eine unnatürliche Farbgebung, versucht er in seinen Plakaten vor allem die emotionalen Zustände der Hauptpersonen, zum Teil stark übersteigert, auszudrücken.“